# Derya Sarıaltın
Derya Sarıaltın (nacida Svana Bard; 14 de mayo de 1977) es una deportista turca que compitió en tiro con arco, en la modalidad de arco compuesto.
Ganó una medalla de plata en el Campeonato Mundial de Tiro con Arco en Sala de 2003, una medalla de plata en el Campeonato Europeo de Tiro con Arco al Aire Libre de 2002 y una medalla de oro en el Campeonato Europeo de Tiro con Arco en Sala de 2006.

## Palmarés internacional
| Campeonato Mundial en Sala       | Campeonato Mundial en Sala | Campeonato Mundial en Sala | Campeonato Mundial en Sala |
| Año                              | Lugar                      | Medalla                    | Prueba                     |
| -------------------------------- | -------------------------- | -------------------------- | -------------------------- |
| 2003                             | Nimes (Francia)            | Medalla de plata           | Equipo                     |
| Campeonato Europeo al Aire Libre |                            |                            |                            |
| Año                              | Lugar                      | Medalla                    | Prueba                     |
| 2002                             | Oulu (Finlandia)           | Medalla de plata           | Individual                 |
| Campeonato Europeo en Sala       |                            |                            |                            |
| Año                              | Lugar                      | Medalla                    | Prueba                     |
| 2006                             | Jaén (España)              | Medalla de oro             | Equipo                     |